# Badminton 1992
Höhepunkte des Badmintonjahres 1992 waren das olympische Badmintonturnier, der Thomas Cup und der Uber Cup.
== World Badminton Grand Prix ==
| Veranstaltung       | Herreneinzel           | Dameneinzel              | Herrendoppel                         | Damendoppel                            | Mixed                              |
| ------------------- | ---------------------- | ------------------------ | ------------------------------------ | -------------------------------------- | ---------------------------------- |
| Chinese Taipei Open | Ardy Wiranata          | Yuliani Santosa          | Cheah Soon Kit Soo Beng Kiang        | Gil Young-ah Shim Eun-jung             | Pär-Gunnar Jönsson Maria Bengtsson |
| Japan Open          | Ardy Wiranata          | Susi Susanti             | Chen Kang Chen Hongyong              | Chung So-young Hwang Hye-young         | Thomas Lund Pernille Dupont        |
| Korea Open          | Wu Wenkai              | Tang Jiuhong             | Kim Moon-soo Park Joo-bong           | Chung So-young Hwang Hye-young         | Thomas Lund Pernille Dupont        |
| Swiss Open          | Joko Suprianto         | Astrid van der Knaap     | Jan-Eric Antonsson Stellan Österberg | Maria Bengtsson Catrine Bengtsson      | Mikael Rosén Maria Bengtsson       |
| Swedish Open        | Poul-Erik Høyer Larsen | Tang Jiuhong             | Chen Hongyong Chen Kang              | Yao Fen Lin Yanfen                     | Pär-Gunnar Jönsson Maria Bengtsson |
| All England         | Liu Jun                | Tang Jiuhong             | Rudy Gunawan Eddy Hartono            | Yao Fen Lin Yanfen                     | Thomas Lund Pernille Dupont        |
| Finnish Open        | Poul-Erik Høyer Larsen | Pernille Nedergaard      | Peter Axelsson Pär-Gunnar Jönsson    | Lisbet Stuer-Lauridsen Marlene Thomsen | Jan Paulsen Fiona Smith            |
| Malaysia Open       | Rashid Sidek           | Huang Hua                | Cheah Soon Kit Soo Beng Kiang        | Lim Xiaoqing Christine Magnusson       | Thomas Lund Pernille Dupont        |
| Indonesia Open      | Ardy Wiranata          | Ye Zhaoying              | Rudy Gunawan Eddy Hartono            | Erma Sulistianingsih Rosiana Tendean   | Pär-Gunnar Jönsson Maria Bengtsson |
| Canada Open         | Ahn Jae-chang          | Hisako Mizui             | Cheah Soon Kit Soo Beng Kiang        | Pernille Dupont Lotte Olsen            | Thomas Lund Pernille Dupont        |
| Singapur Open       | Zhao Jianhua           | Ye Zhaoying              | Chen Kang Chen Hongyong              | Gillian Clark Gillian Gowers           | Pär-Gunnar Jönsson Maria Bengtsson |
| US Open             | Poul-Erik Høyer Larsen | Lim Xiaoqing             | Cheah Soon Kit Soo Beng Kiang        | Lim Xiaoqing Christine Magnusson       | Thomas Lund Pernille Dupont        |
| Dutch Open          | Hermawan Susanto       | Sarwendah Kusumawardhani | Tan Kim Her Yap Kim Hock             | Anne Mette Bille Marianne Rasmussen    | Dave Wright Sara Sankey            |
| China Open          | Hermawan Susanto       | Yao Yan                  | Ricky Subagja Rexy Mainaky           | Yao Fen Lin Yanfen                     | Aryono Miranat Eliza Nathanael     |
| Hong Kong Open      | Wu Wenkai              | Bang Soo-hyun            | Ricky Subagja Rexy Mainaky           | Nong Qunhua Zhou Lei                   | Lee Sang-bok Gil Young-ah          |
| German Open         | Alan Budikusuma        | Susi Susanti             | Jon Holst-Christensen Thomas Lund    | Christine Magnusson Lim Xiaoqing       | Thomas Lund Pernille Dupont        |
| Denmark Open        | Darren Hall            | Susi Susanti             | Thomas Lund Jon Holst-Christensen    | Lim Xiaoqing Christine Magnusson       | Thomas Lund Pernille Dupont        |
| Thailand Open       | Joko Suprianto         | Susi Susanti             | Ricky Subagja Rexy Mainaky           | Nong Qunhua Zhou Lei                   | Aryono Miranat Eliza Nathanael     |
| Scottish Open       | Pontus Jäntti          | Lim Xiaoqing             | Peter Axelsson Pär-Gunnar Jönsson    | Lim Xiaoqing Christine Magnusson       | Jan-Eric Antonsson Astrid Crabo    |
| Grand Prix Finale   | Rashid Sidek           | Susi Susanti             | Ricky Subagja Rexy Mainaky           | Lin Yanfen Yao Fen                     | Thomas Lund Pernille Dupont        |

## Terminkalender
| Veranstaltung                                 | Ort                 | Beginn             | Ende               |
| --------------------------------------------- | ------------------- | ------------------ | ------------------ |
| Westdeutsche Badmintonmeisterschaft 1992      | Mülheim an der Ruhr | 11. Januar 1992    | 12. Januar 1992    |
| Deutsche Badmintonmeisterschaft 1992          | Mülheim an der Ruhr | 31. Januar 1992    | 2. Februar 1992    |
| Schweizer Badmintonmeisterschaft 1992         | Neuenburg           | 1. Februar 1992    | 2. Februar 1992    |
| Englische Meisterschaft 1992                  | Paignton            | 7. Februar 1992    | 9. Februar 1992    |
| Polnische Badmintonmeisterschaft 1992         | Krakau              | 28. Februar 1992   | 1. März 1992       |
| Swedish Open 1992                             | Stockholm           | 4. März 1992       | 8. März 1992       |
| All England 1992                              | London              | 11. März 1992      | 15. März 1992      |
| German Juniors 1992                           | Bottrop             | 13. März 1992      | 15. März 1992      |
| French Open 1992                              | Paris               | 18. März 1992      | 22. März 1992      |
| Badminton-Asienmeisterschaft 1992             | Kuala Lumpur        | 7. April 1992      | 11. April 1992     |
| Badminton-Europameisterschaft 1992            | Glasgow             | 12. April 1992     | 18. April 1992     |
| Badminton-Mannschaftseuropameisterschaft 1992 | Glasgow             | 12. April 1992     | 18. April 1992     |
| Plume d’Or 1992                               | Lüttich             | 24. April 1992     | 26. April 1992     |
| Slowakische Badmintonmeisterschaft 1992       | Košice              | 25. April 1992     | 26. April 1992     |
| Kanadische Badmintonmeisterschaft 1992        | Vancouver           | 29. April 1992     | 1. Mai 1992        |
| Uber Cup 1992                                 | Kuala Lumpur        | 10. Mai 1992       | 15. Mai 1992       |
| Hamburg Cup 1992                              | Hamburg             | 16. Mai 1992       | 17. Mai 1992       |
| EBU Circuit 1991/92 (Finale)                  | Oberhausen          | 23. Mai 1992       | 24. Mai 1992       |
| Olympische Sommerspiele 1992/Badminton        | Barcelona           | 28. Juli 1992      | 4. August 1992     |
| Olympische Sommerspiele 1992/Badminton        | Barcelona           | 28. Juli 1992      | 4. August 1992     |
| Carebaco-Meisterschaft 1992                   | Willemstad          | 8. August 1992     | 10. August 1992    |
| Badminton World Cup 1992                      | Guangzhou           | 19. August 1992    | 23. August 1992    |
| Malaysia Open 1992                            | Kuala Lumpur        | 3. September 1992  | 6. September 1992  |
| Indonesia Open 1992                           | Semarang            | 16. September 1992 | 20. September 1992 |
| Singapur Open 1992                            | Singapur            | 21. September 1992 | 27. September 1992 |
| German Open 1992                              | Leverkusen          | 7. Oktober 1992    | 11. Oktober 1992   |
| Romanian International 1992                   | Barchau             | 9. Oktober 1992    | 11. Oktober 1992   |
| Denmark Open 1992                             | Odense              | 14. Oktober 1992   | 18. Oktober 1992   |
| China Open 1992                               | Shanghai            | 28. Oktober 1992   | 1. November 1992   |
| Badminton-Juniorenweltmeisterschaft 1992      | Jakarta             | 8. November 1992   | 14. November 1992  |
| Thailand Open 1992                            | Bangkok             | 10. November 1992  | 15. November 1992  |
| World Badminton Grand Prix Finale 1992        | Kuala Lumpur        | 16. Dezember 1992  | 20. Dezember 1992  |
| BMW Open 1992                                 | Saarbrücken         | 6. November 1998   | 8. November 1998   |